# Nadine Siwek
Nadine Siwek (* 10. August 1976) ist eine ehemalige deutsche Fußballspielerin. 

## Karriere
Die 171 cm große Siwek gehörte von 1992 bis 1996 dem TSV Siegen und von 1997 bis 2001 den Sportfreunden Siegen an. Sie bestritt zunächst als Stürmerin Punktspiele in der seinerzeit zweigleisigen Bundesliga. Aus der Gruppe Nord als Meister hervorgegangen, nahm ihre Mannschaft an der Endrunde um die Deutsche Meisterschaft teil und gelangte am 20. Juni 1993 ins Finale. Dieses wurde im Waldstadion in Limburgerhof mit 1:2 n. V. gegen den TuS Niederkirchen verloren; dabei wurde sie in der 91. Minute für Gaby Mink eingewechselt. Im Finale um den nationalen Vereinspokal acht Tage zuvor, das im Olympiastadion Berlin mit 6:5 im Elfmeterschießen gegen Grün-Weiß Brauweiler gewonnen wurde, kam sie nicht zum Einsatz, wie auch im Finale, das am 14. Mai 1994 an selber Stätte mit 1:2 gegen Grün-Weiß Brauweiler verloren wurde. Am 24. Juni 1995 gehörte sie in Berlin wieder zur Finalmannschaft, da sie in der 73. Minute für Gaby Mink eingewechselt worden war; die Begegnung entschied der FSV Frankfurt mit 3:1 für sich. In den Finalspielen um die Deutsche Meisterschaft 1994 und 1996, die jeweils mit 1:0 gewonnen wurden, gehörte sie nicht zum Aufgebot.
Ihre Mannschaft nahm an fünf aufeinanderfolgenden Jahren am 1992 erstmals ausgetragenen DFB-Supercup teil. Nachdem die Premiere mit dem Titel  beendet werden konnte, folgten vier titellose Jahre, in denen Siwek in den letzten zwei – jeweils gegen den FSV Frankfurt – als Spielerin eingesetzt wurde.

## Erfolge
TSV Siegen
- Deutscher Meister 1994, 1996 (jeweils ohne Einsatz), Finalist 1993
- DFB-Pokal-Sieger 1993, -Finalist 1994 (jeweils ohne Einsatz), -Finalist 1995
- Meister Bundesliga Nord 1993
- DFB-Supercup-Finalist 1993, 1994 (ohne Einsatz), 1995, 1996

Sportfreunde Siegen
- DFB-Pokal-Finalist 2000 (ohne Einsatz)